# Sœurs missionnaires du Christ Roi
Ne doit pas être confondu avec Sœurs missionnaires du Christ Roi pour immigrants Polonais.
Les Sœurs missionnaires du Christ Roi forment une congrégation religieuse féminine missionnaire de droit pontifical. 

## Histoire
À la suite de la publication, en 1925, de l'encyclique Quas primas sur la royauté du Christ, François-Xavier Ross (1869-1945), évêque du diocèse de Gaspé, songe à fonder une communauté de vie mixte, active et contemplative. Après sa rencontre avec Frédérica Giroux en religion Marie du Sacré-Cœur, ancienne membre des sœurs missionnaires de l'Immaculée-Conception, il décide que le nouvel institut sera missionnaire et contemplatif. La fondation à lieu le 28 octobre 1928 à Gaspé.
En 1930, Ross présente à Pie XI la demande d’agrégation de la nouvelle congrégation lors de sa visite ad limina. C'est le pape qui choisit le nom de missionnaires du Christ-Roi. La première succursale à l'étranger est ouverte en 1933 à Kagoshima au Japon ; en 1953, les sœurs commencent à travailler au Congo belge à la demande des missionnaires de Scheut ; en 1975, une branche est ouverte en Haïti. Durant la Deuxième Guerre mondiale, les religieuses s'occupent de camps d'internement pour les Canadiens d’origine japonaise ; elles prendront ensuite en charge des écoles dédiées aux populations autochtones.
L'institut reçoit le décret de louange le 7 mars 1963lui donnant son statut de droit pontifical.

## Activité et diffusion
Les sœurs se consacrent à l'œuvre missionnaire.
Elles sont présentes en :
- Europe : Belgique ;
- Amérique : Canada, Haïti ;
- Afrique : Bénin, Côte d'Ivoire, République démocratique du Congo ;
- Asie : Corée du Sud, Japon.

La maison-mère est à Montréal.
En 2017, la congrégation comptait 209 sœurs dans 27 maisons.